# پایگاه هوایی رزرو گریسوم
پایگاه هوایی رزرو گریسوم (به انگلیسی: Grissom Air Reserve Base) یک فرودگاه است . این فرودگاه در کشور ایالات متحده آمریکا قرار دارد .